# Liste der Biografien/Petl
Liste der Biografien |
Portal Biografien |
Personensuche
# |
A |
B |
C |
D |
E |
F |
G |
H |
I |
J |
K |
L |
M |
N |
O |
P |
Q |
R |
S |
T |
U |
V |
W |
X |
Y |
Z |
?
 
Pa |
Pc |
Pe |
Pf |
Ph |
Pi |
Pj |
Pk |
Pl |
Pm |
Pn |
Po |
Pr |
Ps |
Pt |
Pu |
Pv |
Pw |
Py
 
Pea |
Peb |
Pec |
Ped |
Pee |
Pef |
Peg |
Peh |
Pei |
Pej |
Pek |
Pel |
Pem |
Pen |
Peo |
Pep |
Peq |
Per |
Pes |
Pet |
Peu |
Pev |
Pew |
Pex |
Pey |
Pez
 
Peta |
Petc |
Pete |
Peth |
Peti |
Petj |
Petk |
Petl |
Petm |
Peto |
Petr |
Pets |
Pett |
Petu |
Petw |
Pety |
Petz
Die Liste der Biografien führt alle Personen auf, die in der deutschsprachigen Wikipedia einen Artikel haben. Dieses ist eine Teilliste mit 6 Einträgen von Personen, deren Namen mit den Buchstaben „Petl“ beginnt.

## Petl

### Petla
- Petlach, Pascal (* 1999), österreichischer Fußballspieler

### Petli
- Petlin, Iwan, russischer Forschungsreisender und Diplomat

### Petlj
- Petljakow, Wladimir Michailowitsch (1891–1942), sowjetischer Flugzeugkonstrukteur
- Petljuk, Tetjana (* 1982), ukrainische Leichtathletin
- Petljura, Olha (1884–1959), ukrainische Lehrerin
- Petljura, Symon (1879–1926), ukrainischer PolitikerSymon Petljura (1879–1926)

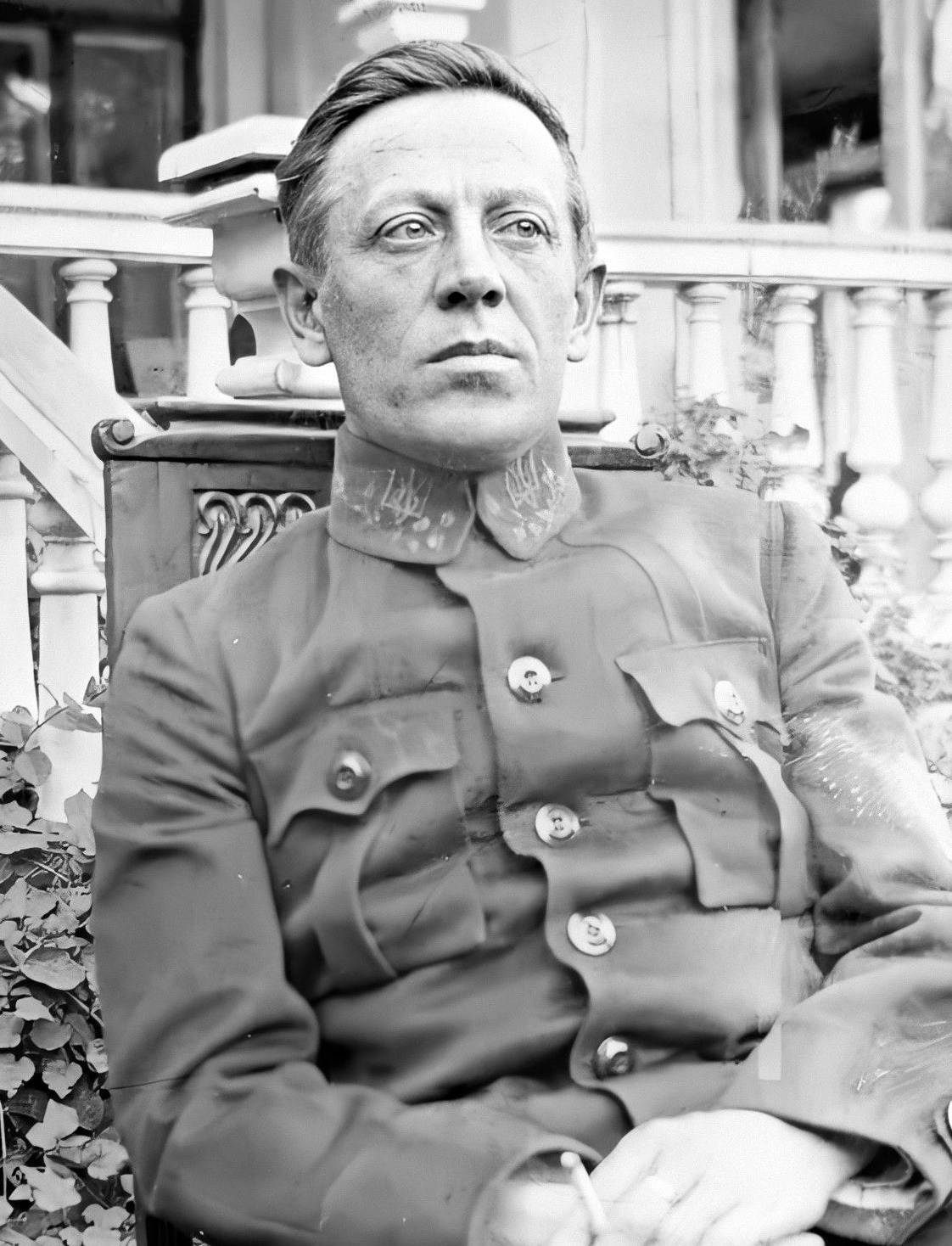
Symon Petljura (1879–1926)